# Paula Karpinski

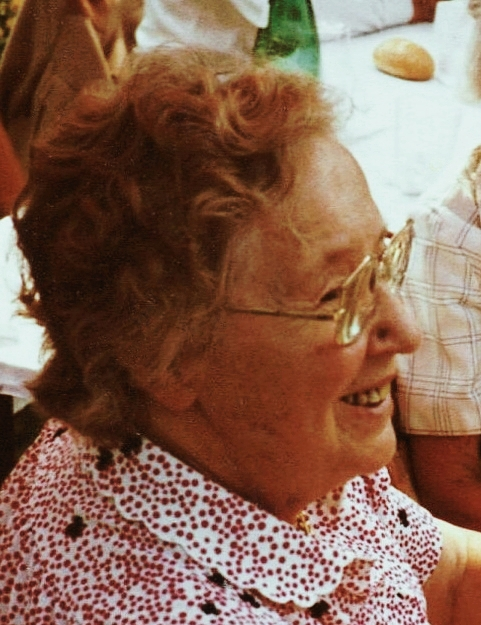
Paula Karpinski (1989)

Paula Elise Karpinski geb. Thees (* 6. November 1897 in Hamburg-Hammerbrook; † 8. März 2005 in Hamburg-Eppendorf) war eine deutsche Politikerin der SPD und Senatorin der Jugendbehörde in Hamburg. Sie war die erste Politikerin im Ministerrang einer deutschen Landesregierung.

## Leben
Paula Karpinski, die in Hammerbrook geboren wurde, besuchte die Volksschule bis Selekta und im Anschluss die Handelsschule. In den Jahren 1913 bis 1925 arbeitete sie als Stenotypistin, Buchhalterin und Abteilungsleiterin. Von 1925 bis 1927 besuchte sie das Sozialpädagogische Institut Hamburg und absolvierte anschließend ein Jahr Praktikum bei der Berufsberatung des Arbeitsamtes mit Anerkennung als staatlich geprüfte Wohlfahrtspflegerin.
Paula Karpinski war verheiratet mit dem Architekten Carl Karpinski und hatte einen Sohn. Sie lebte zuletzt in einer betreuten Altenwohnung in Eppendorf und starb im März 2005 in ihrem 108. Lebensjahr. Beigesetzt wurde sie auf dem Ohlsdorfer Friedhof in Hamburg.

## Partei und Abgeordnete
Karpinski trat im Jahr 1911 der Sozialistischen Arbeiterjugend bei und 1914 der SPD, im Jahr 1922 folgte der Eintritt in die Jungsozialistische Vereinigung. Im Jahr 1917 wechselte sie wegen der Kriegskredite vorübergehend zur USPD. Im Jahr 1928 wurde sie Mitglied des Hamburger Parteivorstandes und des Frauenausschusses. In den Jahren 1928 bis 1933 und ab 1945 (bis in die 1960er Jahre) war sie Vorstandsmitglied der Hamburger Sozialdemokraten. Nach der Machtergreifung der Nationalsozialisten wurde Karpinski im Juni 1933 zusammen mit dem Parteivorstand und Parteiausschuss verhaftet, allerdings nach einigen Tagen entlassen. Vor ihrer Verhaftung kann sie beim Sturm der SA auf das Parteibüro der Hamburger SPD noch Mitgliederlisten vernichten und so verhindern, dass diese den Nationalsozialisten in die Hände fallen. In den Jahren 1933 bis 1945 war sie in ständiger Verbindung mit damals illegalen Gruppen. Im Juli 1944 wurde sie nach dem Attentat auf Hitler im Rahmen der Aktion Gitter erneut verhaftet und von August bis Oktober 1944 im KZ Fuhlsbüttel interniert. Nach Kriegsende wurde sie im Jahr 1945 in den vorläufigen Parteivorstand berufen und später offiziell gewählt. Gleichzeitig beteiligte sie sich am Aufbau der SPD-Frauenorganisation und wurde deren Vorsitzende bis 1949 und Mitglied des Parteiausschusses für die Westzonen.
Karpinski gehörte als SPD-Mitglied in den Jahren 1931 bis 1933 und erneut von 1946 bis 1968 der Hamburgischen Bürgerschaft an.

## Öffentliche Ämter

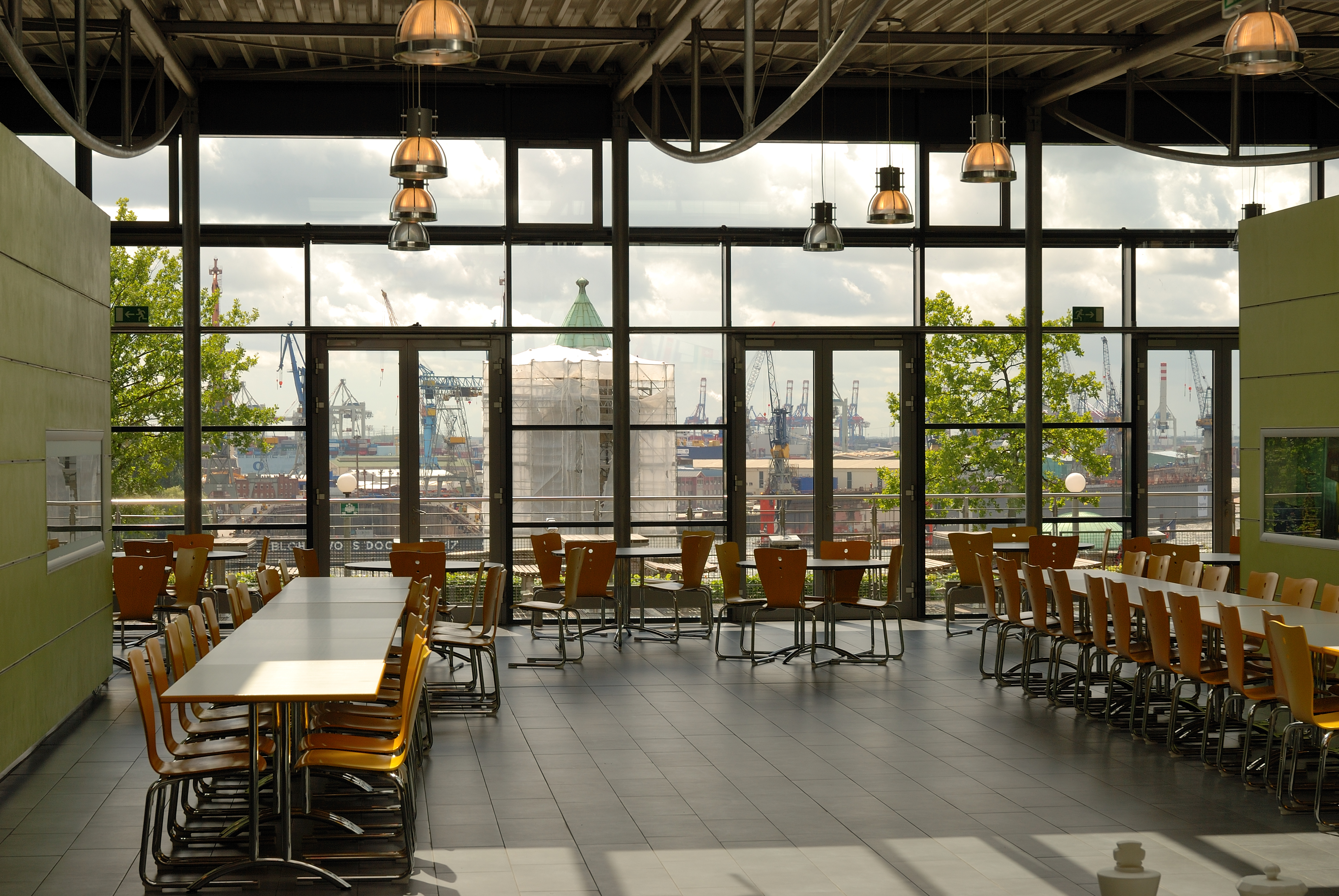
Jugendherberge Stintfang mit Aussicht auf den Hamburger Hafen

Im Jahr 1946 wurde Paula Karpinski von Hamburgs Erstem Bürgermeister Max Brauer als erste Frau in ein deutsches Landeskabinett berufen. Sie leitete dort 1946 bis 1953 und von 1957 bis 1961 als Senatorin die Jugendbehörde (später in der Schulbehörde aufgegangen). Bis heute ist ihr Name vor allem mit der Jugendherberge auf dem Stintfang verbunden, deren Errichtung sie im Jahr 1953 gegen ursprüngliche Pläne des Senats für ein Luxushotel an dieser Stelle durchsetzte. Auch den Bau des Volksparkstadions setzte sie im Senat gegen Brauer durch. Ebenso machte sie sich dafür stark, dass Hamburg als erste deutsche Großstadt beim Wiederaufbau nach dem Zweiten Weltkrieg den Bau von Kinderspielplätzen vorschrieb.

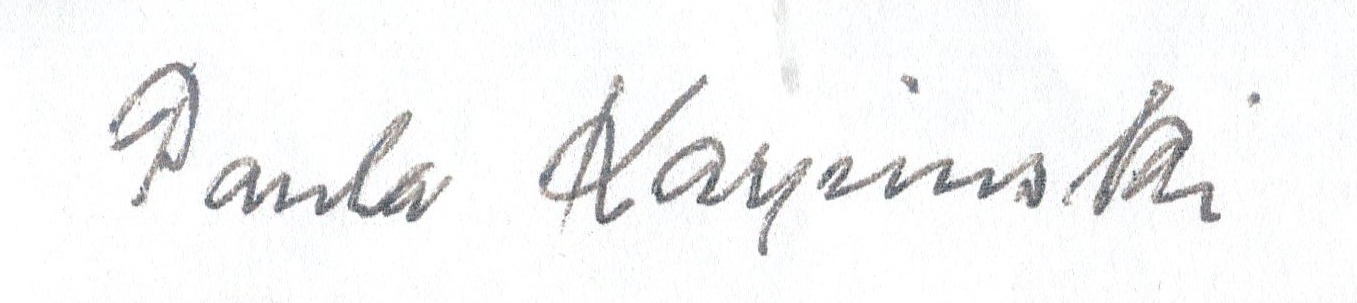
Signatur Paula Karpinski

## Ehrungen
Im Jahr 1967 verlieh der Hamburger Senat Paula Karpinski die Bürgermeister-Stolten-Medaille, die höchste Auszeichnung der Stadt nach der Ehrenbürgerwürde.

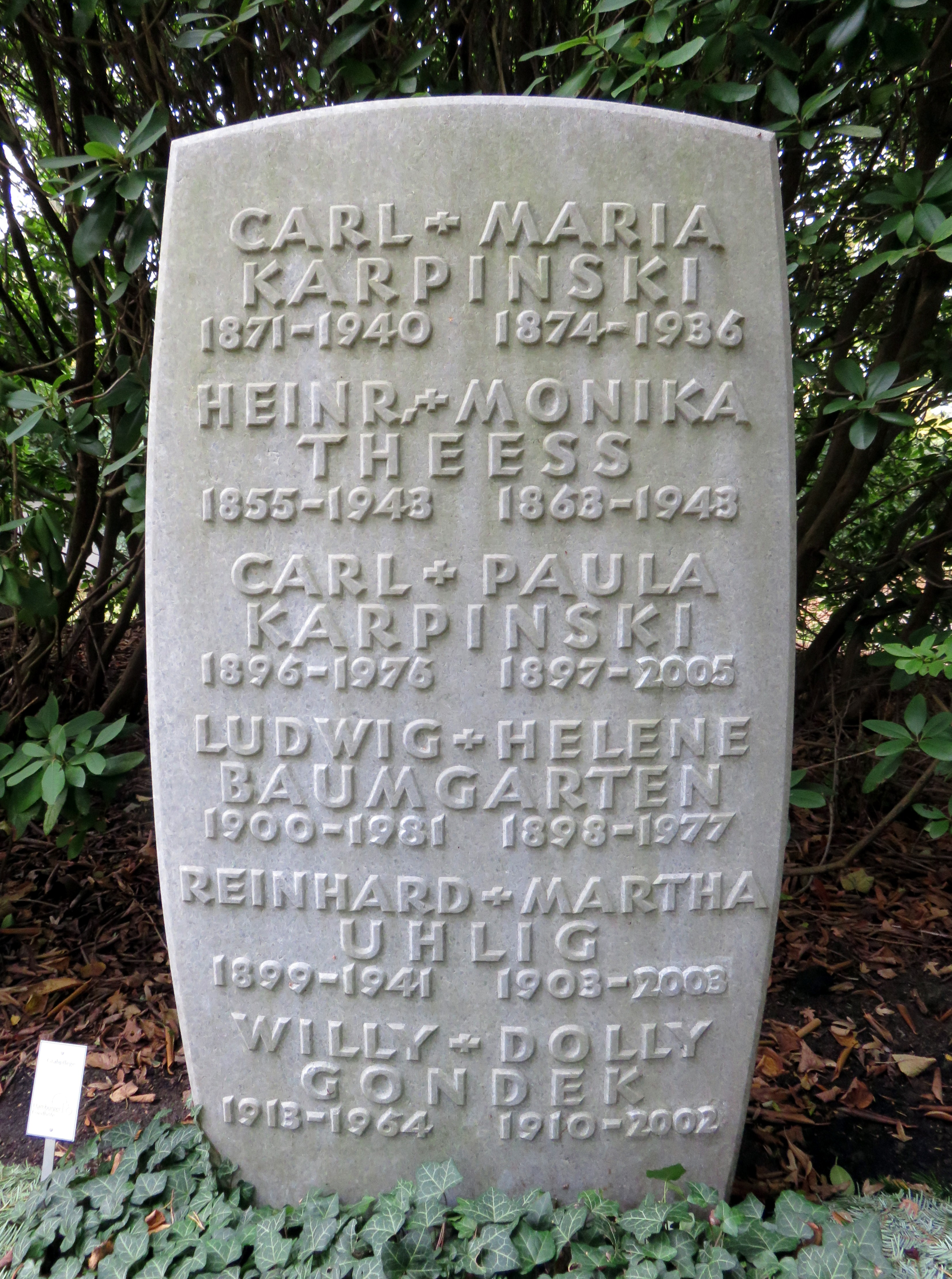
Grabstein Paula Karpinski (Mitte, neben Carl K.) auf dem Friedhof Ohlsdorf

### Paula Karpinski Preis
Seit dem Jahr 2003 wird alle zwei Jahre von der SPD-Bürgerschaftsfraktion der Paula-Karpinski-Preis ausgelobt, mit dessen Hilfe beispielhafte Projekte der Jugendarbeit gewürdigt und gefördert werden.

### Paula-Karpinski-Platz
Anlässlich des Internationalen Frauentags am 8. März 2013 wurde der Vorplatz der Jugendherberge auf dem Stintfang oberhalb der St. Pauli-Landungsbrücken in Paula-Karpinski-Platz umbenannt.